# Rrëshen
Rrëshen è una frazione del comune di Mirdizia in Albania (prefettura di Alessio).
Fino alla riforma amministrativa del 2015 era comune autonomo, dopo la riforma è stato accorpato, insieme agli ex-comuni di Fan, Kaçinar, Kthellë, Orosh, Rubik e Selitë a costituire la municipalità di Mirdizia.
La città è sede vescovile.
Situata a Nord dell'Albania in montagna, la maggior parte dei suoi cittadini sono agricoltori e pastori, Rreshen è una delle poche città in Albania che i Turchi non riuscirono a invadere.
In centro a Rreshen potete trovare una chiesa, un ospedale e alcuni piccoli negozietti locali, una farmacia, un distretto di polizia e alcuni bar e alberghi.
Inoltrandosi tra i sentieri di montagna si trovano ristoranti tipici dispersi nella natura dove si può mangiare carne (biologica), byrek formaggio fatto in casa e altre specialità albanesi).

## Località
- Bukmire
- Ndërfushë (OROSH I PAOSHTEM)
- Ndërfanë (Nderfandina)
- Gëziq
- Tarazh
- Kodër Rrëshen
- Fushë Lumthi
- Jezull
- Sheshaj
- Kulme
- Lurth
- Malaj Eperm
- Malaj Qendër
- Tenë